# Conde de Sieuve de Meneses
Conde de Sieuve de Menezes foi um título concedido por D. Carlos I, por decreto de 16 de Novembro de 1893, a José Maria Sieuve de Menezes, um influente político da Ilha Terceira, Açores.
Usaram o título
1. José Maria Sieuve de Menezes, 1.º visconde de Sieuve de Menezes e depois 1.º conde de Sieuve de Menezes
2. Raimundo Sieuve de Menezes, 2.º conde de Sieuve de Menezes
3. José Maria Sieuve de Menezes, 3.º conde de Sieuve de Menezes